# Anolis alfaroi
Espèce
Anolis alfaroi est une espèce de sauriens de la famille des Dactyloidae. 

## Répartition
Cette espèce est endémique de la province de Guantánamo à Cuba. Elle se rencontre dans la Cuchillas de Moa.

## Étymologie
Cette espèce est nommée en l'honneur d'Emilio Alfaro.

## Publication originale
- Garrido & Hedges, 1992 : Three new grass anoles (Sauria: Iguanidae) from Cuba. Caribbean Journal of Science, vol. 28, p. 21-29 (texte intégral).